# 吉川大祐
吉川 大祐（よしかわ だいすけ）は、テレビ朝日のプロデューサー。テレビ朝日で「ドラえもん」などアニメ番組のプロデューサーを務めたのち、2016年から編成戦略部戦略担当部長。

## 手がけた作品
プロデューサー
- ドラえもん
- ボボボーボ・ボーボボ

アシスタントプロデューサー
- あたしンち